# Veronica schistosa
Veronica schistosa är en grobladsväxtart som beskrevs av E. Busch. Veronica schistosa ingår i släktet veronikor, och familjen grobladsväxter. Inga underarter finns listade i Catalogue of Life.